# Estatuto de Autonomía de Galicia
El Estatuto de Autonomía de Galicia (sencillamente Estatuto de Galicia) es la norma institucional básica de la comunidad autónoma de Galicia (España). En el ámbito de la Constitución española de 1978, el Estatuto de Galicia, reconoce a esta comunidad autónoma su condición de nacionalidad histórica. Afirma que los poderes de la comunidad autónoma se basan en el Estatuto, la Constitución y el pueblo gallego. Establece un marco democrático de solidaridad entre todos los integrantes del pueblo gallego. 
Aparte del actual (anteproyecto de 1978, aprobado en 1981), durante la Segunda República Española se aprobó un Proyecto de Estatuto de Autonomía, que no llegó a entrar en vigor debido al estallido de la Guerra Civil.
El referéndum puede ser cuestionado por tener una participación de un escaso 28,27 %.

## Estatuto de 1981
El anteproyecto de estatuto de 1978, que posteriormente fue aprobado en 1981, tiene la siguiente estructura: Título preliminar, 5 títulos con 57 artículos, 4 disposiciones adicionales y 7 disposiciones transitorias. 
En su contenido se recoge, entre otras cosas:
- Definición del territorio de la comunidad autónoma de Galicia (art.2) y las bases de la división y organización administrativa del territorio de comarcas y parroquias rurales (art. 40).
- Definición política de la condición de gallego (art. 3). Reconocimiento de las comunidades gallegas en el extranjero.
- Los símbolos propios de Galicia: bandera, escudo e himno (art. 6).
- El reconocimiento del gallego como lengua propia de Galicia y la cooficialidad con el castellano (art. 5).
- Estructura orgánica del gobierno autonómico. Institución de una figura análoga al Defensor del Pueblo.
- Hacienda y patrimonio propios (título IV).
- Diversas competencias de acuerdo a la Constitución y a las leyes de solidaridad entre las comunidades que conforman España.
- Se establece el procedimiento de reforma del Estatuto (artículos 56 y 57).

El 6 de abril de 1981, el estatuto fue firmado por el rey Juan Carlos I y por el presidente del gobierno Leopoldo Calvo-Sotelo en el Palacio Real de Madrid.

## Referéndum
La abstención fue la gran protagonista del referéndum del Estatuto de Autonomía para Galicia del día 21 de diciembre de 1980, llegando a ser del 73,8%
- La Coruña - 270 827 votos (844 268 electores)

- Lugo - 65 716 votos (334 412 electores)
- Orense - 75 226 votos (355 397 electores)
- Pontevedra - 202 449 votos (638 821 electores)

## Historia
La Asamblea de Parlamentarios gallegos constituida el 25 de julio de 1979, que de acuerdo con el artículo 151 de la Constitución Española de 1978, tenía las competencias para elaborar y aprobar el proyecto de autonomía, acordó nombrar una comisión compuesta por 16 representantes de partidos con y sin representación parlamentaria para elaborar un primer texto. 8 de los miembros pertenecían a la UCD, 2 al PSOE, 2 a AP, 1 al PCG, 1 al POG, 1 al PG y 1 al PTG. El texto que elaboró esa comisión, la "Comisión de los 16", se conoció como el "Estatuto de los 16" y fue considerado por partidos nacionalistas y de izquierdas como poco ambicioso y de segundo orden en relación con Cataluña y el País Vasco, por lo que se convocaron manifestaciones en las principales ciudades gallegas para el 4 de diciembre de 1979 que resultaron multitudinarias, dando lugar a que Adolfo Suárez reconociera que se había equivocado en la elaboración del estatuto gallego.

## Reforma del Estatuto
Con el establecimiento del nuevo Gobierno gallego tras las elecciones de 2005, se iniciaron debates en el Parlamento sobre una posible reforma del Estatuto. De hecho, la reforma del Estatuto y de la delegación ha sido en el orden del día de los nuevos partidos en el gobierno: el Partido Socialista de Galicia y el Bloque Nacionalista Gallego. Se buscó un consenso con el tercer partido en la cámara, el Partido Popular de Galicia. 
Sin embargo, se mencionó que el nuevo Estatuto debe reconocer a Galicia no solo como una nacionalidad histórica, sino como una nación. Esta cuestión fue rechazada frontalmente por el PPdeG y, por lo tanto, las conversaciones quedaron en suspenso. Aunque todavía hay una comisión parlamentaria que trabaja sobre el desarrollo de un proyecto para un nuevo Estatuto, se espera que las discusiones políticas sobre la cuestión de la "nacionalidad" no se resolverán fácilmente.